# なかむらたかし
なかむら たかし（1955年9月12日 - ）は、日本のアニメーター、アニメ監督、アニメ演出家、漫画家。山梨県出身。タツノコプロ出身。和光プロ、アニメルーム、グリーン・ボックスを経てフリーに。その後、映画『パルムの樹』制作のために設立されたパルムに所属。日本アニメーター・演出協会（JAniCA）発起人、会員。

## 人物・来歴
16歳でアニメ制作会社・タツノコプロに入社。もともと漫画が好きでアニメについての知識はあまり無かったので漫画家になる入り口として入社したが、入った後にアニメーションの実態を知ってその魅力に惹かれていった。タツノコ作品『科学忍者隊ガッチャマン』に参加したアニメーターの須田正己に多大な影響を受ける。タツノコでは動画を担当していたが演出への転向を図る。演出課に回されて笹川ひろしの下で絵コンテの清書などを行っていたが、3か月ほどで退社する。
タツノコを辞めてしばらくは漫画を描いて出版社巡りをしたりしていたが、和光プロダクションで『アンデス少年ペペロの冒険』に参加。そこで宇田川一彦と知り合い、アニメルームに移って原画を描き始めた。『まんが日本絵巻』の「むかで退治」の回で初のキャラクターデザイン、『ヤッターマン』の第57話「カッパ河原の決戦だコロン」で初の作画監督を担当する。この頃に金田伊功を知り、彼が担当した映画『銀河鉄道999』の爆発シーンの作画を見て衝撃を受ける。
アニメルームが解散し、グリーンボックスに吸収される形で『闘士ゴーディアン』の作画を行う。その後、フリーとなり、映画『ヤマトよ永遠に』に参加。
1981年、『黄金戦士ゴールドライタン』に参加。第41話「大魔神の涙」の回では丸々一本一人で原画を描くなどアニメ業界で注目を集める。それを見た宮﨑駿が「この人にやってもらいたい」と声をかけたことで映画『風の谷のナウシカ』への参加が決まった。また以前から表現スタイルが面白いと感じて作品作りに関わりたいと思っていたりんたろうが監督し、キャラクターデザインを10代の頃から好きだった大友克洋が手掛けた映画『幻魔大戦』にも参加し、超能力シーンをリアルでありながらもエキサイティングに描いている。なかむらと大友のキャラクターとのシンクロ率は高く、全編通してアニメーターの中で彼が最も大友克洋に近いラインで描いた。なかむらは宮崎駿作品とりんたろう作品について、前者は完成した時に一人のアニメーターが作ったような統一された動きでなければならず、その完成度を保つことの大変さを知っているので、勉強のために参加し、後者はアニメーターとして自分の持てる技術を思う存分出せる仕事として参加したと述べている。
テレビアニメ『未来警察ウラシマン』でシリーズ全体のキャラクターデザインを担当。しかし、作画で参加したのは3回のみだった。
その後、アニメーターとして大友克洋作品の『迷宮物語』『ロボットカーニバル』『AKIRA』等に参加、オムニバス作品『ロボットカーニバル』の中の1本「ニワトリ男と赤い首」で監督デビューを果たす。以降はアニメーターよりも演出家や監督としての活動がメインとなる。監督作品には『パルムの樹』『ファンタジックチルドレン』などがある。また、スタジオカラーとドワンゴの企画した「日本アニメ（ーター）見本市」で 「ブブとブブリーナ」の原案・脚本・監督を担当、夭折したSF小説家・伊藤計劃の遺作を劇場アニメ化する企画「Project Itoh」の映画『ハーモニー』をマイケル・アリアスと共同監督している
漫画家としては1980年代に『ザ・モーションコミック』（徳間書店）、『月刊ベティ』（アニドウ）、『コミックモーニング・パーティー増刊』（講談社）などで作品を発表していた。『ザ・モーションコミック』に連載された『夢の中へ』は、単行本化された後、長らく絶版となっていたが、スタイル社からだされた作品集『TWILIGHT』に収録され、事実上復刊された。2000年代後半（2006年 - 2010年）には『月刊コミックラッシュ』でファンタジー漫画『キングアビス』を連載。雑誌掲載時の大半が単行本化されないままだったが、2014年2月に未収録分も含む全話を上・下巻に分けて収録した『キングアビス アダマ篇』がパイインターナショナルから刊行された。

## 作風
『幻魔大戦』『風の谷のナウシカ』『超時空要塞マクロス 愛・おぼえていますか』『黄金戦士ゴールドライタン』『AKIRA』といった数々のアニメ作品に原画や作画、絵コンテで参加する日本のトップアニメーター。そこで見せた圧倒的な迫力、リアルさ、高密度なアニメート（animate=動かす）の仕事は、多くのアニメファンやアニメーターに衝撃を与えた。それはフルアニメーションのようにふんだんに枚数を使いながら、それと同時に日本のアニメならではのタイミングも持った、新しいスタイルのアニメーションだった。なかむらはその後も常にアニメートすることにこだわり、その魅力を追究した作品を発表していった。彼の作画が魅力的だったのは驚くほどよく動き、そしてその動きに快楽があったからである。単に枚数が多いから快楽が生じているのではなく、彼ならではのタイミングやケレン味があったためにその快感が生まれていた。アクションの組み立てや構図で空間を表現していたこと、その空間も単にリアルに描いていただけでなくデフォルメしていたことが、快感に繋がっていった。
緻密な描写をするアニメーターとしても知られ、初期は特に岩が砕ける描写で話題を呼び、『ゴールドライタン』の頃は「岩石アニメーター」とも呼ばれていた。彼は岩石や地面が割れて崩れていく様子を破片のひとつひとつまで細かく克明に描き、土砂や岩などが飛び散る様子を破片をたくさん描くことで描写した。
日本のアニメは、テレビシリーズが始まって以来1990年代半ばまで、作画枚数を徹底的に削減し、演出技術でストーリーを支える作品が主流だった。カメラワークやカット割り、レイアウトで物語を構成する演出技術が発達してきた一方で、作画技術の鍛錬はおろそかになっていた。その流れの中で、1970年代後半から80年代にかけて、なかむらや友永和秀のようなアニメーション本来の絵を動かす醍醐味や楽しさを実践・追求するアニメーターたちが現れ始めた。しかし、なかむら自身には変わった仕事をしているという意識はなく、むしろ正当な方向、つまりかつて彼が影響を受けたディズニーやフライシャー・スタジオの作品、日本なら『太陽の王子 ホルスの大冒険』と同じ系統の方向に向かっているつもりだった。もともとなかむらにはディズニーやフライシャーなどのフルアニメーションに対する思い入れがあり、それを目指している部分があった。『ホルス』もそれらと同次元にとらえていたが、日本人が作っているということで彼にとってはより身近だった。初監督作品「ニワトリ男と赤い首」（オムニバス形式のOVA『ロボットカーニバル』の中の一編）では、キャラクターや動きに関して、ディズニーやフライシャー作品の影響が色濃く出ている。しかし、ファンがその当時のなかむらに求めていたものは『幻魔大戦』や『ウラシマン』のような「リアル」な作品だったため両者の間にすれ違いが生まれた。なかむらにとってそれらは中心にストーリーがあってそれに沿って芝居をしていく日本特有の「アニメ」であり、その当時彼が描きたかったのは「アニメーション」だったからである。
『AKIRA』の後、自分で監督した『とつぜん!ネコの国 バニパルウィット』や『パルムの樹』を経て、なかむらはアニメーションの魅力とは動かすことではないのではないかと思うようになった。見る人は作画枚数何十万枚という部分では感動しないし、いくら丁寧に動かしてもそこには希少価値がないと彼自身が感じるようになった。自身が手掛けたキャラクターデザインもいわゆるリアルな方向には行かず、子供の頃に観た『鉄腕アトム』『鉄人28号』『宇宙エース』『宇宙少年ソラン』等のアニメのデザインラインに向かっていった。リアルなキャラクターだと、どんなに動きが巧みでも、その分だけ人物の薄っぺらさを感じてしまうのと、頭身の高いものは描きづらいという理由からであった。
日本のアニメ界にエゴン・シーレなどからの絵画的な影響を持ち込んだ人物であるが、なかむら自身はその後、そうした手法からは離れて行った。

## 作品

### 監督作品

#### テレビアニメ
- ファンタジックチルドレン（監督・原作・脚本・キャラクターデザイン[18]、2004年）

#### OVA
- ロボットカーニバル（「ニワトリ男と赤い首」監督・脚本・キャラクターデザイン・作画、1987年）

#### 映画
- とつぜん!ネコの国 バニパルウィット（監督・原作・脚本・キャラクターデザイン・作画監督、1998年）
- パルムの樹（監督・原作・脚本、2002年）
- 寫眞館[注 3] （監督・脚本・原画、2013年）
- ハーモニー（共同監督[注 4]、2015年[20]）
- 日本アニメ（ーター）見本市 「ブブとブブリーナ」（原案・脚本・監督、アニメーション制作：スタジオコロリド[21]、2015年7月劇場公開、2015年8月Web配信）

### 主な参加作品

#### テレビアニメ
- いなかっぺ大将（絵コンテ清書、1970年）
- 科学忍者隊ガッチャマン（動画、1972年）
- てんとう虫の歌（絵コンテ清書、1974年）
- アンデス少年ペペロの冒険（動画、1975年）
- ブロッカー軍団IVマシーンブラスター（原画[注 5]、1976年）
- ヤッターマン（作画監督[注 6]・原画、1977年）
- まんが日本絵巻（キャラクターデザイン、8話A、42話、原画、23話、28話、31話、39話、40話A、42話、1977年）
- 宇宙魔神ダイケンゴー（オープニングアニメーション、1978年）
- 科学忍者隊ガッチャマンII（原画、1978年）
- ザ☆ウルトラマン（原画、1979年）
- 闘士ゴーディアン（作画監督・原画、1979年）
- 宇宙戦艦ヤマト 新たなる旅立ち（原画、1979年）
- とんでも戦士ムテキング（原画、1980年）
- 黄金戦士ゴールドライタン（作画監督・原画、41話、48話、1981年）
- 未来警察ウラシマン（キャラクターデザイン・作画監督・原画・絵コンテ、26話、1983年）
- 赤い光弾ジリオン（オープニングアニメーション、1987年）
- ピーターパンの冒険（キャラクターデザイン・場面設定・絵コンテ[22]、1989年）
- HARELUYA II BØY（オープニングアニメーション、1997年）
- アソボット戦記五九（絵コンテ、2002年）
- 鉄人28号（キャラクターデザイン・絵コンテ、2004年）
- 鉄人28号 白昼の残月（キャラクターデザイン、2007年）
- 魔法使いの嫁（コンテ、2017年）

#### 映画
- ヤマトよ永遠に（原画、作画監督補佐、1980年）
- 幻魔大戦[注 7] （原画、1983年）
- 風の谷のナウシカ（原画[注 8]、1984年）
- 超時空要塞マクロス 愛・おぼえていますか（原画、1984年）
- ボビーに首ったけ（原画、1985年）
- 迷宮物語（作画監督、1987年）
- AKIRA（作画監督[23]、1988年）
- 冲出地球（共同監督・設定・レイアウト[24][25]、2022年）

## 著作物

### 漫画単行本
- 夢の中へ（徳間モーションBOOK、全1巻、1985年）
- TWILIGHT（トワイライト）（アニメスタイル、全1巻、2006年）
- キングアビス（CR COMICS、1巻-、2009年）
- キングアビス アダマ篇（パイインターナショナル、全2巻、2014年）

### 絵コンテ
- とつぜん!ネコの国 バニパルウィット 絵コンテ（トライアングルスタッフ）[26]

### その他
- パルムの樹（コミカライズ、なるもみずほ 漫画・なかむらたかし 原作、あすかコミックスDX、全1巻、2002年）
- パルムの樹（ノベライズ、みづきゆう 著・なかむらたかし 原作、富士見書房、全1巻、2002年）
- ファンタジックチルドレン 時計じかけの旅人たち（コミカライズ、宮野将一 著、MFコミックス フラッパーシリーズ、全2巻、2004年 - 2005年）